# Chen Ying (zapaśniczka)
Chen Ying (ur. 30 stycznia 1987) – chińska zapaśniczka w stylu wolnym. Zajęła dziewiąte miejsce w mistrzostwach świata w 2009. Srebrny medal w mistrzostwach Azji w 2010 roku.